# Joy (Mondkrater)
Joy ist ein kleiner Einschlagkrater westlich des Mare Serenitatis. Er liegt im östlichen Teil des gebirgigen und unebenen Gebiets, das den Palus Putredinis im Westen vom Mare Serenitatis trennt.
Joy hat eine kreisrunde, schüsselartige Form mit einem leicht aufgewölbten Rand.
Ehe er im Jahre 1973 durch die Internationale Astronomische Union (IAU) seinen eigenen Namen erhielt, wurde er als 'Hadley A' bezeichnet.
Der ursprüngliche Namensgeber Mons Hadley liegt in westnordwestlicher Richtung am Nordende der Mondappenninen.